# Pałac w Białej Rawskiej
Pałac w Białej Rawskiej – niewielki pałacyk w mieście Biała Rawska z połowy XIX wieku , zaprojektowany przez Franciszka Marię Lanciego, zbudowany dla majora Aleksandra Leszczyńskiego  (z tego powodu nazywany też Pałacem Leszczyńskich ). Pałac jest wpisany do rejestru zabytków pod numerem 12/257 z 25 maja 1957 roku. Jest częścią zespołu pałacowego, w którego skład wchodzi też park (nr 499 z 16 września 1976 r.).
Budynek położony jest w centrum miasta, w bezpośrednim sąsiedztwie kościoła św. Wojciecha . Brama wjazdowa na posesję znajduje się od strony drogi wojewódzkiej nr 725.

## Opis
Pałac kształtem przypomina literę „L” i wzorowany jest na średniowieczny zamek  lub warownię  z basztami i wieżami. Zbudowany jest z cegły  w duchu romantyzmu . W budowli widoczne są elementy neogotyckie  i neorenesansowe . Budynek składa się z kilku części. Przy części piętrowej stoi czworoboczna wieża z klatką schodową, po zachodniej stronie są parterowe skrzydła z tarasem, od południa znajduje się parterowe skrzydło z okrągłą wieżyczką w narożu. Ostatnią częścią jest przybudówka do wieży po wschodniej stronie pałacu  .
Pałac pokryty jest dachami dwu- i czterospadowymi, jego ściany zwieńczone są krenelażem .
W piwnicach budynku znajdują się odrestaurowane sklepienia kolebkowe i krzyżowe. Mieści się tam restauracja Pałacowa   i bar  , a na piętrze sklep AGD . W planach jest utworzenie hotelu  lub pokoi noclegowych .

## Historia
Obiekt zbudowany został w miejscu dawnego dworu drewnianego  dla majora Aleksandra Leszczyńskiego  (do którego należała zresztą cała Biała Rawska ). Wkrótce przeszedł w ręce jego syna Teodora Leszczyńskiego , a w latach 80. XIX wieku stał się własnością rodziny Sułowskich . W rękach Gustawa Sułowskiego pałac należał jeszcze w dwudziestoleciu międzywojennym i w rękach tej rodziny był do wybuchu II wojny światowej . Po wojnie pałac przejęło państwo  i został zaadaptowany dla potrzeb izby porodowej i apteki  oraz na mieszkania . Od roku 1996 budynek znajduje się w rękach prywatnych . Od 2007 roku w pałacu trwają prace remontowe .